# 이끎음
이끎음은 온음계의 일곱 번째 음이다. 장음계의 "시", 단음계의 "솔", 1-2음과 5-6음 사이가 반음인 온음계의 "레"에 해당한다.